# Enfrontaments entre l'Azerbaidjan i l'Artsakh de 2023
Els enfrontaments entre l'Azerbaidjan i l'Artsakh van començar el 19 de setembre de 2023, quan l'Azerbaidjan va llançar una operació militar i va declarar l'inici d'«activitats antiterroristes a l'Alt Karabakh». Els atacs van ocórrer enmig d'una crisi cada vegada major causada pel bloqueig de l'Azerbaidjan a la República d'Artsakh, que va donar com a resultat una escassetat significativa de subministraments essencials com aliments, medicines i altres béns a la regió afectada.
Un dia després que comencés l'ofensiva, el 20 de setembre, es va arribar a un acord sobre l'establiment d'un cessament complet de les hostilitats a l'Alt Karabakh amb la mediació del comando rus de manteniment de la pau a l'Alt Karabakh, va informar l'Oficina Presidencial de l'Alt Karabakh. L'Azerbaidjan va dir que se celebraria una reunió amb representants d'Artsakh el 21 de setembre a Yevlakh. A més, el país amb capital a Bakú va celebrar una reunió amb representants dels armenis de l'Alt Karabakh aquell 21 de setembre a Yevlakh amb el compromís de celebrar també una altra reunió el mes següent. No obstant això, tant l'Artsakh com els residents locals d'Stepanakert van informar de violacions de l'alto el foc per part de l'Azerbaidjan el mateix 21 de setembre.
Organitzacions de drets humans i experts en prevenció del genocidi van emetre múltiples alertes i van afirmar que la població autòctona armènia estava en risc o estava sent sotmesa activament a una neteja ètnica i a un genocidi. Luis Moreno Ocampo, primer fiscal de la Cort Penal Internacional, va advertir que estava a punt de produir-se un altre genocidi armeni i va atribuir a la inacció de la comunitat internacional que l'Azerbaidjan considerés que no afrontaria conseqüències greus.
Cal destacar que, després de tot, l'Artsakh deixaria d'existir com a estat independent l'1 de gener de 2024 amb l'eliminació de les seves institucions després de l'acord del 28 de setembre. No obstant això, el líder de l'autoproclamada república, Samvel Shahramanyan, va anul·lar el 22 de desembre de 2023 la dissolució de la regió per considerar que no existien documents legítims que, en el marc de la legislació del Nagorno Karabakh, preveiessin aquesta mesura.

## Antecedents
El conflicte de l'Alt Karabakh entre Armènia i l'Azerbaidjan és una disputa que ha portat a diversos enfrontaments armats entre els dos països per la regió de l'Alt Karabakh i set districtes circumdants, controlats de facto entre 1991 i 2024 per l'autodeclarada República d'Artsakh, però reconeguts internacionalment com a part de iure de l'Azerbaidjan.
El conflicte té el seu origen a principis del segle xx, quan sota la Unió Soviètica, Iósif Stalin va decidir convertir la regió en una óblast autònoma de l'Azerbaidjan soviètic. Aquesta problemàtica va començar en 1988, quan els armenis del Karabakh van exigir que la regió fos traslladada de l'Azerbaidjan soviètic a l'Armènia soviètica. Així, el conflicte es va convertir en una guerra a gran escala a principis de la dècada de 1990.
Un alto el foc signat el 1994 va proporcionar dues dècades de relativa estabilitat, la qual es va deteriorar significativament juntament amb la creixent frustració de l'Azerbaidjan amb l'statu quo, en contradicció amb els esforços d'Armènia per consolidar-lo. Una escalada de quatre dies a l'abril de 2016 es va convertir en la violació més letal de l'alto el foc fins a la guerra de 2020.
A la fi de 2020, la Segona Guerra de l'Alt Karabakh a gran escala va causar milers de víctimes i una important victòria àzeri. Un armistici va ser establert per un acord tripartit d'alto el foc el 10 de novembre, la qual cosa va donar com a resultat la recuperació per part de l'Azerbaidjan de tots els territoris ocupats que envolten l'Alt Karabakh, així com la captura d'un terç de l'Alt Karabakh. Les violacions de l'alto el foc a l'Alt Karabakh i a la frontera entre Armènia i l'Azerbaidjan van continuar després de la guerra de 2020, amb víctimes intermitents però contínues.

## Cronologia

### 19 de setembre

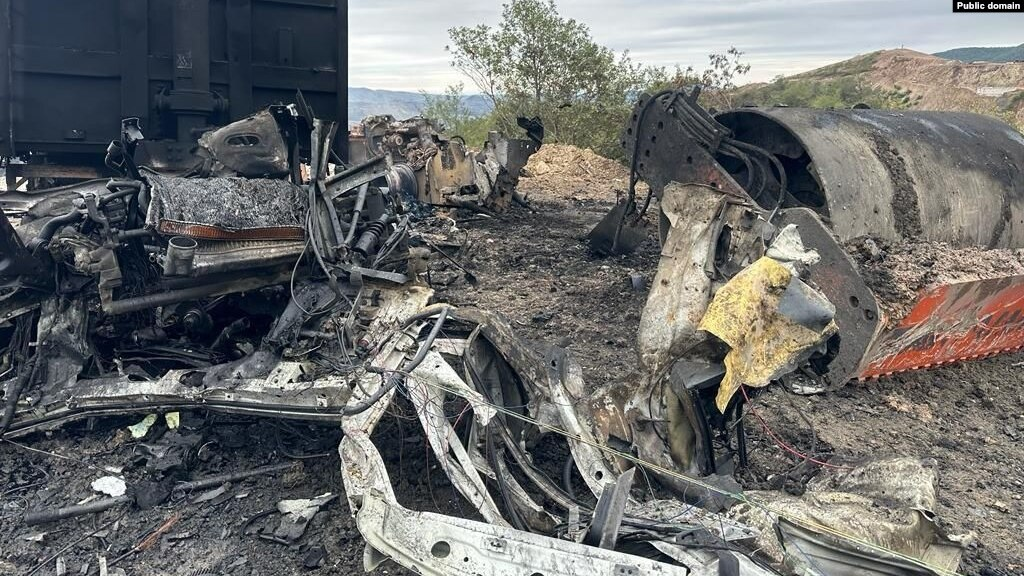
Civils àzeris assassinats per mines terrestres armènies al setembre de 2023.

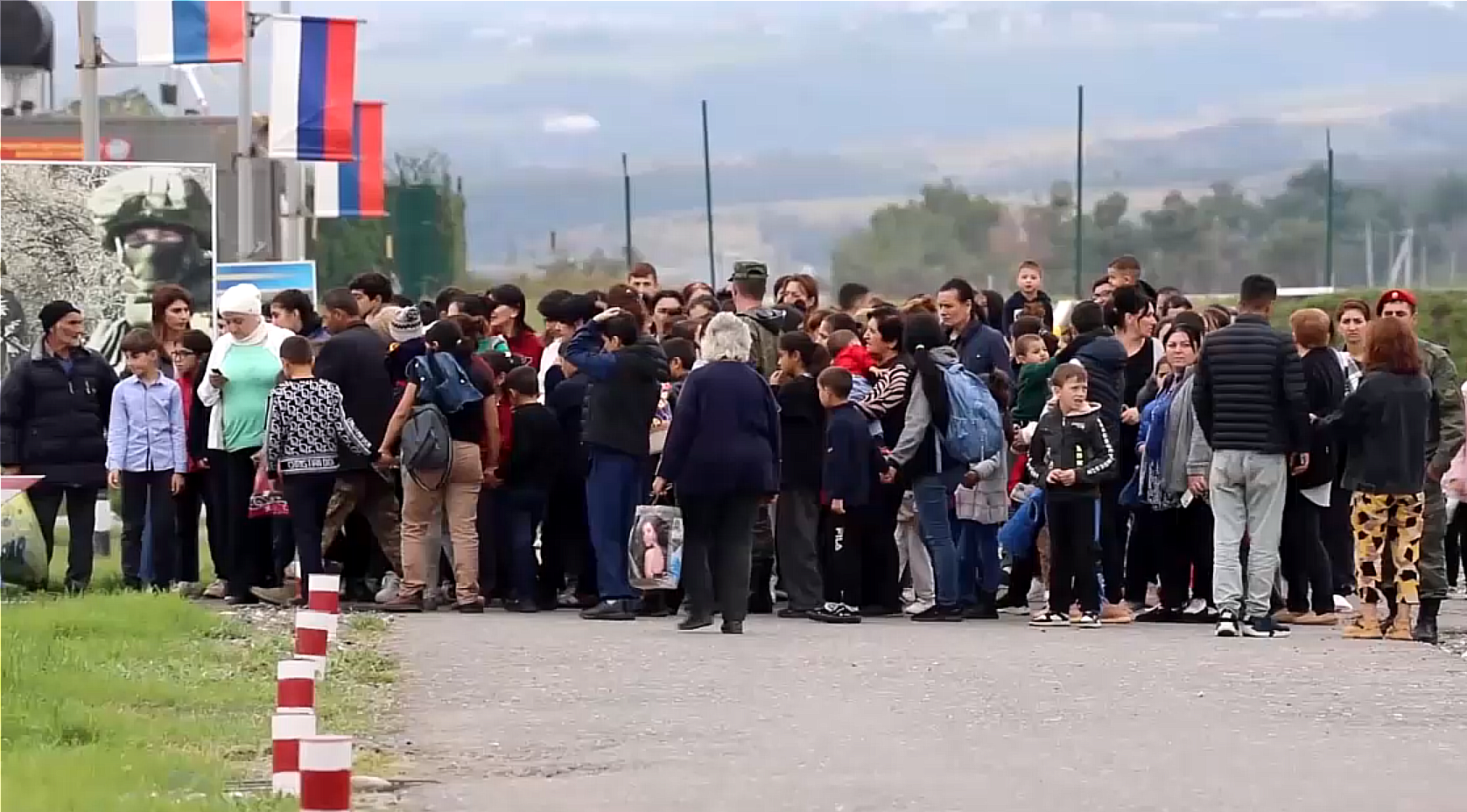
Armenis ètnics de l'Artsakh evacuats de les seves llars.

El 19 de setembre de 2023, el Ministeri de Defensa de l'Azerbaidjan va emetre una declaració en la qual afirmava que les Forces Armades de l'Azerbaidjan van ser bombardejades per forces armènies, la qual cosa va provocar un augment de les tensions a la regió de l'Alt Karabakh. La declaració va seguir amb informació que s'havien fortificat les posicions de batalla, majors unitats de mobilització i activitats de reconeixement ampliades. El comunicat va acusar Armènia de matar dos civils el mateix dia en explotar un vehicle amb una mina terrestre que, en resposta, va llançar "activitats antiterroristes locals". La declaració va finalitzar amb un avís que el contingent rus de manteniment de la pau i el Centre de Vigilància Turc-Rus van ser informats sobre les activitats en curs, però Rússia ho va negar i va afegir que les seves forces de pau només van ser informades de l'assumpte "uns minuts" abans que comencés.
l'Azerbaidjan va afirmar que no s'estaven atacant posicions civils amb armament, però era clar que els atacs s'estaven duent a terme en les proximitats de grans ciutats i zones densament poblades. Els atacs van ocórrer enmig d'una crisi cada vegada major causada pel bloqueig efectiu del govern de l'Azerbaidjan a la República d'Artsakh. Aquest bloqueig va provocar una escassetat significativa de subministraments essencials com aliments, medicines i altres béns a la regió afectada. L'Azerbaidjan va dir que havia establert “corredors humanitaris i punts de recepció a la carretera de Latxín i en altres direccions” que “garantiran l'evacuació de la població de la zona perillosa”. Aquests anuncis es van distribuir a través d'SMS, fullets i xarxes socials i van provocar temors de neteja ètnica entre els residents. Les autoritats de l'Artsakh van advertir els seus residents que "la màquina de propaganda azerbaidjanesa utilitza informació a gran escala i mesures d'influència psicològica".
Les autoritats de l'Artsakh van dir que la capital de facto de l'estat, Stepanakert, i altres ciutats estaven "baix intensos bombardejos", i van acusar l'Azerbaidjan d'intent de neteja ètnica. El defensor del poble de drets humans de l'Artsakh va dir que dos civils, inclòs un nen, van morir, mentre que moltes altres persones van resultar ferides.

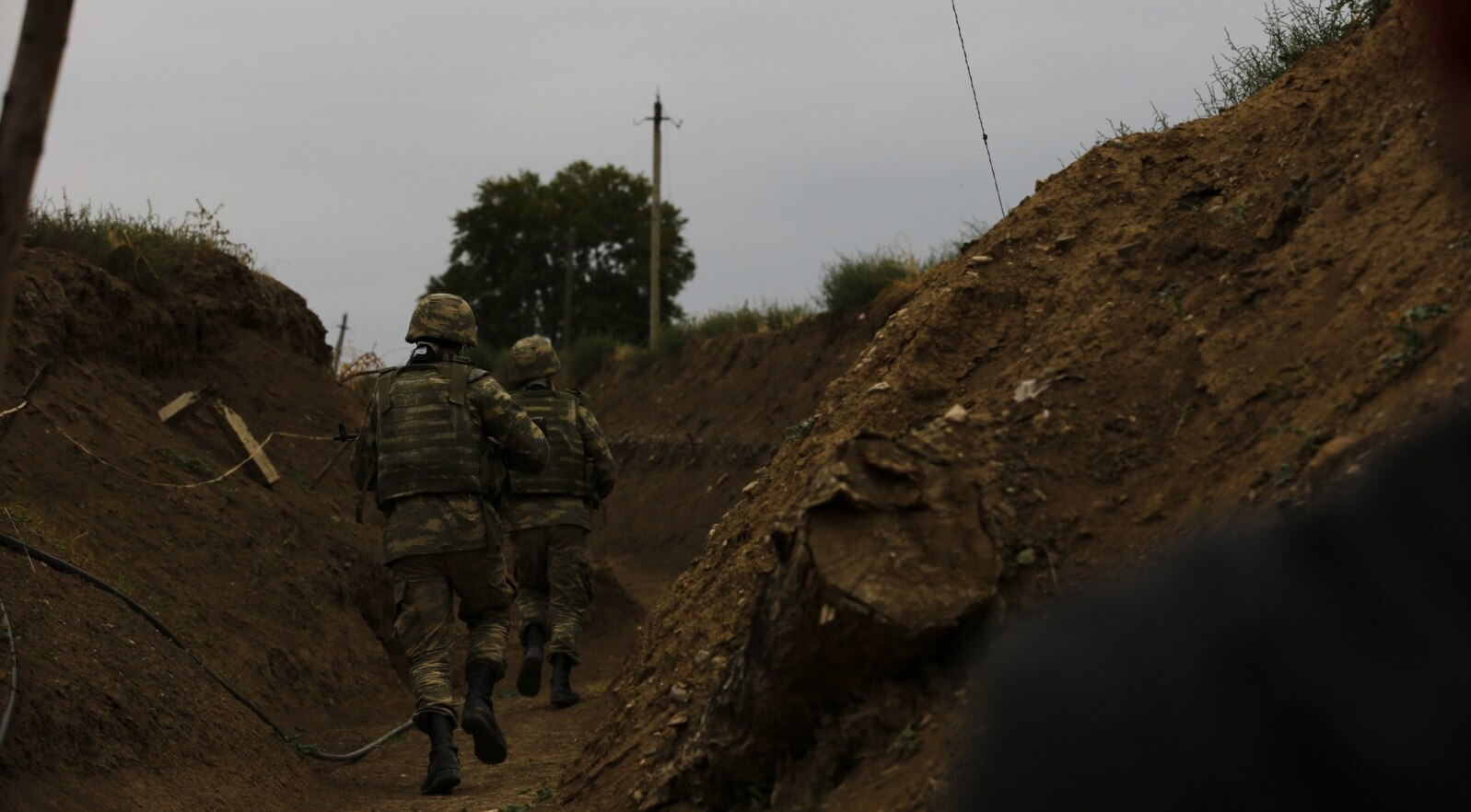
Soldats àzeris al Karabakh.

Crisis24, organitzat per GardaWorld, va informar que les protestes dels residents d'Erevan a Armènia es durien a terme del 19 de setembre, almenys, al 21 de setembre en resposta a les renovades operacions militars de l'Azerbaidjan a la regió de l'Alt Karabakh. Hi va afegir que 500 manifestants s'havien reunit a l'edifici del Govern d'Armènia i demanaven una intervenció militar armènia en el conflicte o la dimissió del primer ministre Nikol Paixinian. Va concloure que era probable que les protestes continuessin a l'edifici del Govern d'Armènia i que podrien reunir-se en altres llocs, inclosos altres edificis governamentals com la Plaça de la República i la Plaça de la Llibertat.
Les autoritats de l'Artsakh van informar que havien evacuat més de 7.000 persones de 16 assentaments rurals. Mentrestant, Maria Zakhàrova, portaveu del Ministeri de Relacions Exteriors de Rússia, va anunciar que els aliments i medicines russos van arribar a l'Artsakh a través de les rutes de Latxín i Ağdam.

### 20 de setembre

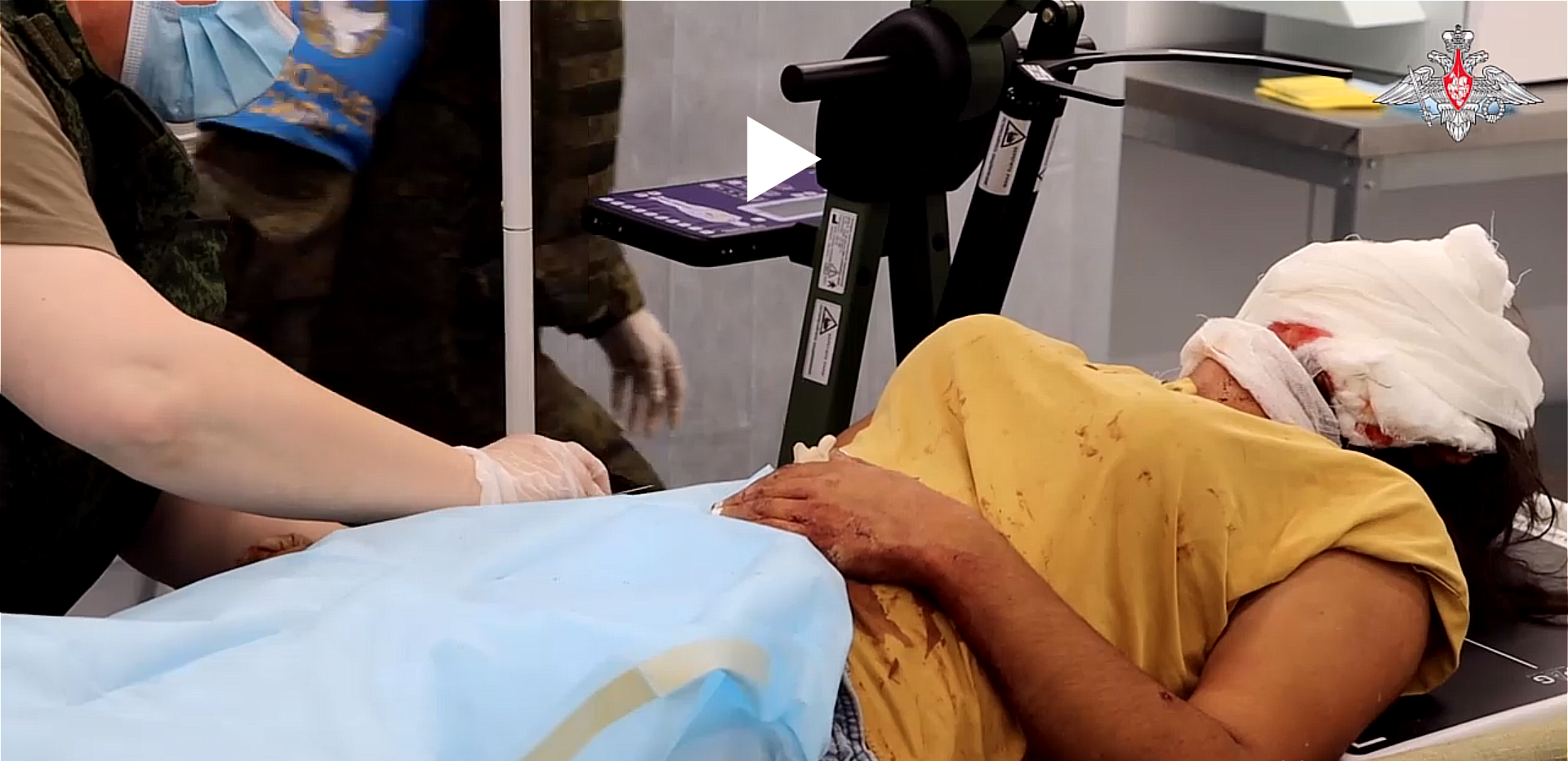
Civil ferit a l'Alt Karabakh.

Fonts armènies van afirmar que Aznavur Saghyan, l'alcalde de Martuni, va morir en un atac àzeri, assassinat per un franctirador. Els informes també van suggerir que el Monestir d'Amaras, prop de Sos, havia caigut sota control àzeri. Azg va anunciar que havia estat informat que, durant la seva ofensiva, les forces de l'Azerbaidjan havien capturat els assentaments de Chankatagh, Chapar, Charektar, Getavan, Karmir Shuka, Khachmach, Machkalashen, Sarushen, Shosh i Vaghuhas. El president de l'Artsakh, Samvel Shahramanyan, va dir que "l'Alt Karabakh haurà de prendre mesures pertinents per a garantir la seguretat física de la població".

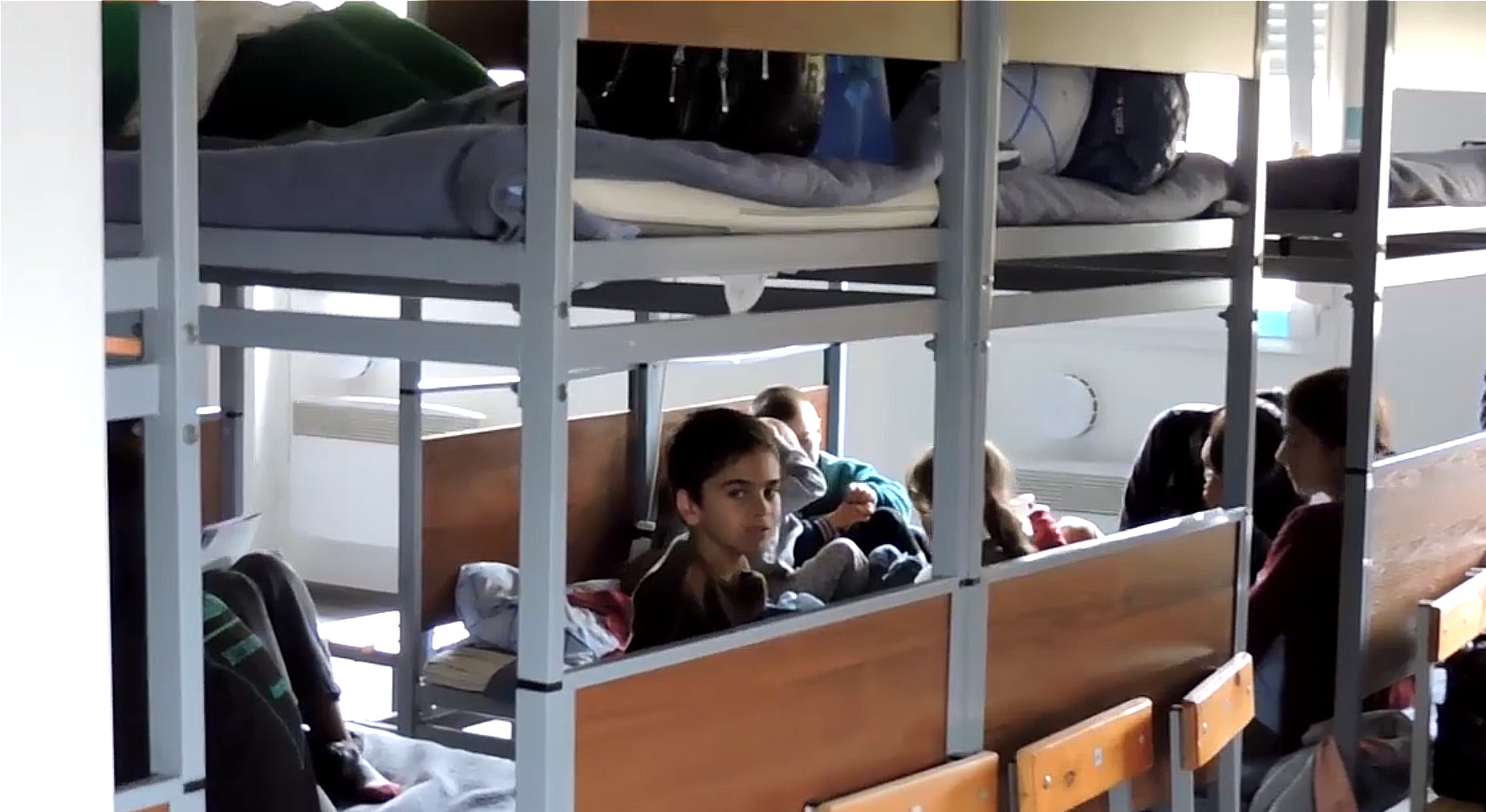
Nens armenis amagats durant els atacs.

Les autoritats de l'Artsakh van acceptar una proposta de les forces de pau russes per a establir un alto el foc a partir de les 13:00 hores del 20 de setembre. Segons els termes de l'acord, el govern de la República d'Artsakh va acordar desarmar-se i entaular converses amb el govern de l'Azerbaidjan sobre la reintegració del territori.

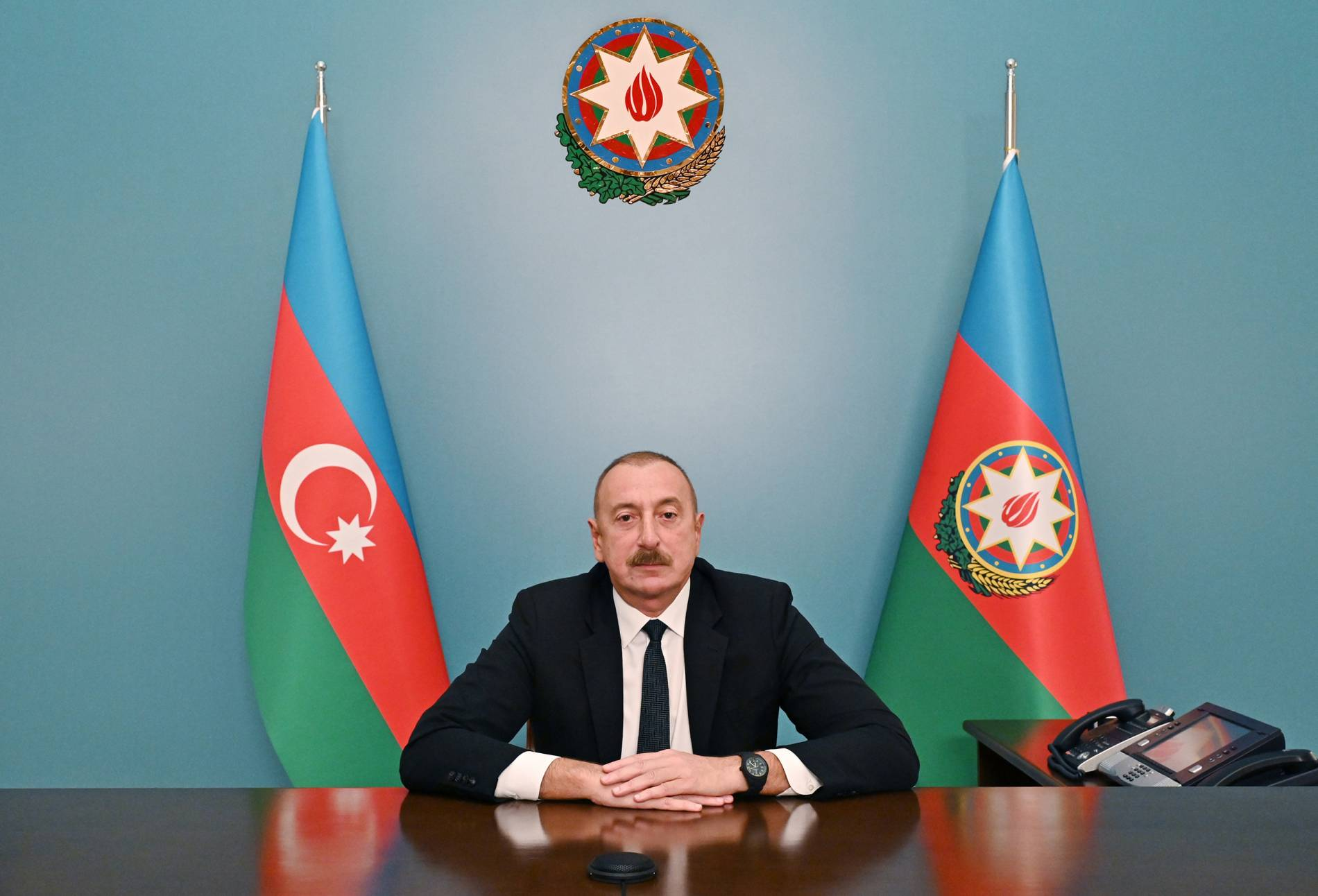
Ilham Alíev es dirigeix a la nació el 20 de setembre de 2023.

Entre les demandes de l'Azerbaidjan, existia el requisit que l'Arsakh i Armènia lliuressin una llista de persones a l'Azerbaidjan per al seu processament i judici, inclosos líders civils i militars de l'Artsakh anteriors i actuals. Grans masses de civils armenis van començar a fugir de l'Artsakh després de l'anunci de l'alto el foc.
El coronel Anar Eyvazov, portaveu del Ministeri de Defensa de l'Azerbaidjan, va anunciar que durant l'operació, l'Azerbaidjan havia capturat 90 posicions de combat en mans de les Forces Armades d'Armènia, que no s'haurien retirat malgrat els acords de l'alto el foc de 2020 com a declarat. Eyvazov també va dir que les forces àzeris havien capturat set vehicles de combat, un tanc, quatre morters i dos vehicles de combat d'infanteria d'unitats militars armènies com a trofeus.
Els bombardejos de Stepanakert van continuar fins que la xarxa elèctrica de la ciutat va quedar tallada diverses hores després que se suposava que l'alt -e -foc entraria en vigor. Segons una declaració del Ministeri de Defensa rus, diversos cascos blaus van ser assassinats prop del llogaret de Chankataghael districte de Tarta . El seu vehicle va ser atacat quan tornaven d'un lloc d'observació. Encara que el Ministeri de Defensa rus novha declarrt qui va mata les forces de pau, els comandants russos van convocareals comandants àzeris per a resoldre les circumstàncies de l'incident. Una agència de notícies armènia, News.am, va afirmar que les forces de pau van morir en els bombardejos de l'Azerbaidjan.
En un discurs televisat aquella nit, el President Alíev va reiterar que "el Karabakh és Azerbaidjan", i va afegir-hi que el seu "puny de ferro" havia relegat a la història la idea que Karabakh fos un Estat armeni independent.

### 21 de setembre
A Yevlakh van tenir lloc negociacions entre representants de la comunitat armènia del Karabakh i el Govern de l'Azerbaidjan per a discutir la seguretat, els drets i les "qüestions de reintegració". La delegació armènia del Karabakh va estar encapçalada per Sergey Martirosyan i Davit Melkumyan, i va ser escortada per forces de pau russes. La delegació àzeri va estar encapçalada per Ramin Mammadov i també va estar present el cap del Centre Conjunt de Vigilància Rus-Turc, Oleg Semyonov. Les converses, que van durar dues hores, van acabar sense un acord formal; no obstant això, un comunicat de la presidència de l'Azerbaidjan va dir que van ser "constructives i positives" i que continuarien més negociacions el mes següent.

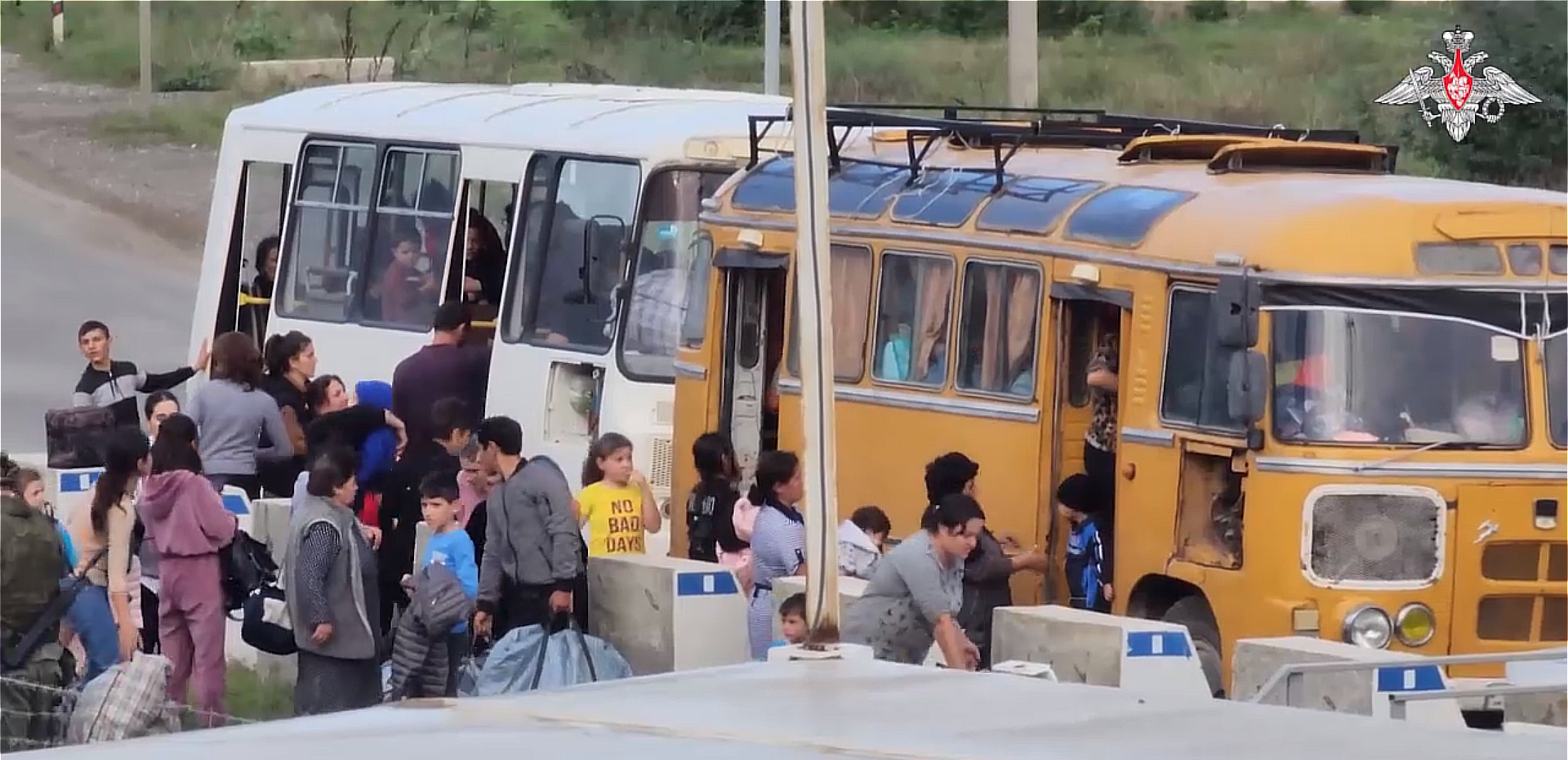
Armenis ètnics de l'Alt Karabakh busquen refugi a causa dels atacs de les forces àzeris.

El Ministeri de l'Interior de l'Alt Karabakh va afirmar que l'exèrcit àzeri, després d'haver violat l'acord d'alto el foc, continuava bombardejant Stepanakert "amb diferents tipus d'armes petites". El Rheinische Post va informar que es va rebre informació de residents d'Stepanakert que l'Azerbaidjan va violar l'alto el foc i que va haver-hi trets a la ciutat.
Es va informar que no es podia subministrar electricitat a l'Artsakh perquè diverses subestacions que alimentaven la xarxa elèctrica estaven sota control de l'Azerbaidjan i que el CJSC "Artsakhenergo" estava duent a terme treballs de restauració a Stepanakert.

### 22 de setembre
Hikmet Hajiyev, assessor de política exterior del president de l'Azerbaidjan, Ilham Alíev, va afirmar que el seu govern garantiria que els civils poguessin viatjar amb seguretat en els seus propis vehicles per les carreteres que connecten l'Alt Karabakh amb Armènia. També va suggerir que s'oferiria una amnistia als excombatents que acceptessin desarmar-se. Alguns grups armats d'ètnia armènia van prometre continuar lluitant.
El portaveu del govern de l'Artsakh, Armine Hayrapetyan, va dir a Agence-France Presse que les forces àzeris s'havien posicionat al voltant d'Stepanakert, la qual cosa va portar els residents a amagar-se en soterranis per temor a ser assassinats. També va afegir que des de l'ofensiva azerbaidjanesa, Stepanakert i altres parts de l'Alt Karabakh havien perdut la majoria dels serveis bàsics com electricitat, gas, aliments, combustible, Internet i connexions telefòniques. L'Azerbaidjan va dir que havia enviat dos camions de 20 tones amb aliments i productes d'higiene i dos camions amb pa a l'Alt Karabakh des d'Aghdam.
El segon dia de negociacions també va acabar en un punt mort malgrat l'oferta d'amnistia als comandants i combatents de l'Artsakh, ja que la delegació de l'Artsakh va afirmar que les qüestions d'ajuda humanitària, les garanties de seguretat i la promesa de la delegació de l'Azerbaidjan de no expulsar els armenis de l'Alt Karabakh estaven sense resoldre. Es va informar que va tenir lloc a Xuixí una reunió entre el cap del servei de seguretat de l'Azerbaidjan, Ali Naghiyev, i el líder de l'Alt Karabakh, Samvel Shahramanyan.
Elements de les forces de defensa de l'Artsakh van començar a transferir les seves armes a les forces de pau russes, i el Ministeri de Defensa rus va confirmar el lliurament de sis vehicles blindats, més de 800 unitats d'armes petites i 5.000 cartutxos de munició. A més, un comboi de 15 camions de les forces de pau russes va sortir d'Armènia cap a l'Alt Karabakh, creuant el corredor de Latxín. Les forces de pau russes van lliurar més de 50 tones d'ajuda humanitària a l'Alt Karabakh, segons el Ministeri de Defensa rus.

### 23 de setembre
Per primera vegada des de l'ofensiva àzeri, es va albirar un comboi d'ajuda de la Creu Roja a la frontera entre Armènia i l'Azerbaidjan en direcció a l'Alt Karabakh.
Artak Beglaryan, ex ministre d'Estat de l'Artsakh, va informar que Karkijahan, un suburbi d'Stepanakert, estava "buit" després d'una violació de l'alto el foc que va tenir lloc allà el 21 de setembre. Molts residents es van refugiar al mateix Stepanakert. Va afirmar que les tropes azerbaidjaneses van entrar en diverses cases del barri. Per a evitar majors tensions, es van desplegar forces de pau russes als afores d'Stepanakert, fins i tot a Karkijahan. Les forces armades de l'Artsakh també van ser desplegades a la zona.
El Ministeri de Defensa rus va dir que es va registrar una violació de l'alto el foc a la regió de Mardakert, que va provocar que un soldat àzeri resultés ferit després d'un tiroteig.

### 24 de setembre
El primer grup de refugiats de l'Alt Karabakh va arribar a Armènia a través del lloc fronterer de Kornidzor. El govern de l'Artsakh va dir que les famílies que van quedar sense llar a causa de l'ofensiva militar de l'Azerbaidjan i que van expressar el seu desig d'abandonar l'Artsakh serien traslladades a Armènia, acompanyades per forces de pau russes. Es va informar que 23 ambulàncies, acompanyades d'especialistes i de la Creu Roja, transportaven 23 ferits greus des de l'Artsakh fins a Armènia. També es va informar que, a causa de l'ofensiva de l'Azerbaidjan, més de 8.000 residents van ser desplaçats de les seves llars.
Es va informar que la ciutat de Martakert va quedar sota control militar àzeri, i els armenis ètnics van fugir de la zona.

### 25 de setembre
Segons el govern armeni, havien arribat 4.850 refugiats de l'Alt Karabakh.
A l'aeroport d'Stepanakert va tenir lloc una segona ronda de negociacions entre representants de l'Artsakh i funcionaris de l'Azerbaidjan. El govern de l'Azerbaidjan va dir que es van discutir qüestions humanitàries. Les dues parts van acordar celebrar una tercera reunió d'aquí a uns dies.
Una segona ronda de negociacions entre representants dels armenis de l'Alt Karabakh i l'Azerbaidjan va tenir lloc a Khojaly on, segons l'Azerbaidjan, es van discutir qüestions humanitàries. Les dues parts van acordar celebrar una tercera reunió d'aquí a uns dies.
El president turc, Recep Tayyip Erdoğan, va viatjar a la República Autònoma de Nakhtxivan, a l'Azerbaidjan, per a reunir-se amb el president Alíev. La directora de l'Agència dels Estats Units per al Desenvolupament Internacional, Samantha Power, i el sotssecretari interí del Departament d'Estat per a Assumptes Europeus i Euroasiàtics, Yuri Kim, van visitar Armènia.

### 26 de setembre
El govern armeni va dir que almenys 19.000 persones havien fugit de l'Alt Karabakh.
Es va informar que les forces àzeris van prendre el control de Martuni (Khojavend).
La Unió Europea va organitzar a Brussel·les una reunió entre Armen Grigoryan, cap del Consell de Seguretat d'Armènia, i Hikmat Hajiyev, assessor de política exterior del president de l'Azerbaidjan. En la reunió, la UE va emfatitzar la necessitat d'accés de les organitzacions humanitàries i de drets humans a l'Alt Karabakh. També volia més detalls sobre els plans del govern de l'Azerbaidjan per al futur dels armenis del Karabakh a l'Azerbaidjan. L'Azerbaidjan va descriure els seus plans per a brindar assistència humanitària i seguretat a la població local de la regió.
El Secretari d'Estat dels Estats Units, Anthony Blinken, va parlar amb el President Alíev per telèfon i el va instar a abstenir-se de noves hostilitats i a permetre una missió d'observació internacional a l'Alt Karabakh. La ministra d'Afers exteriors alemanya, Annalena Baerbock, també va instar que es permetés l'entrada d'observadors independents a la regió. Rússia va insistir que qualsevol missió d'observació internacional a la regió només pot realitzar-se amb el permís del govern de l'Azerbaidjan.

### 27 de setembre

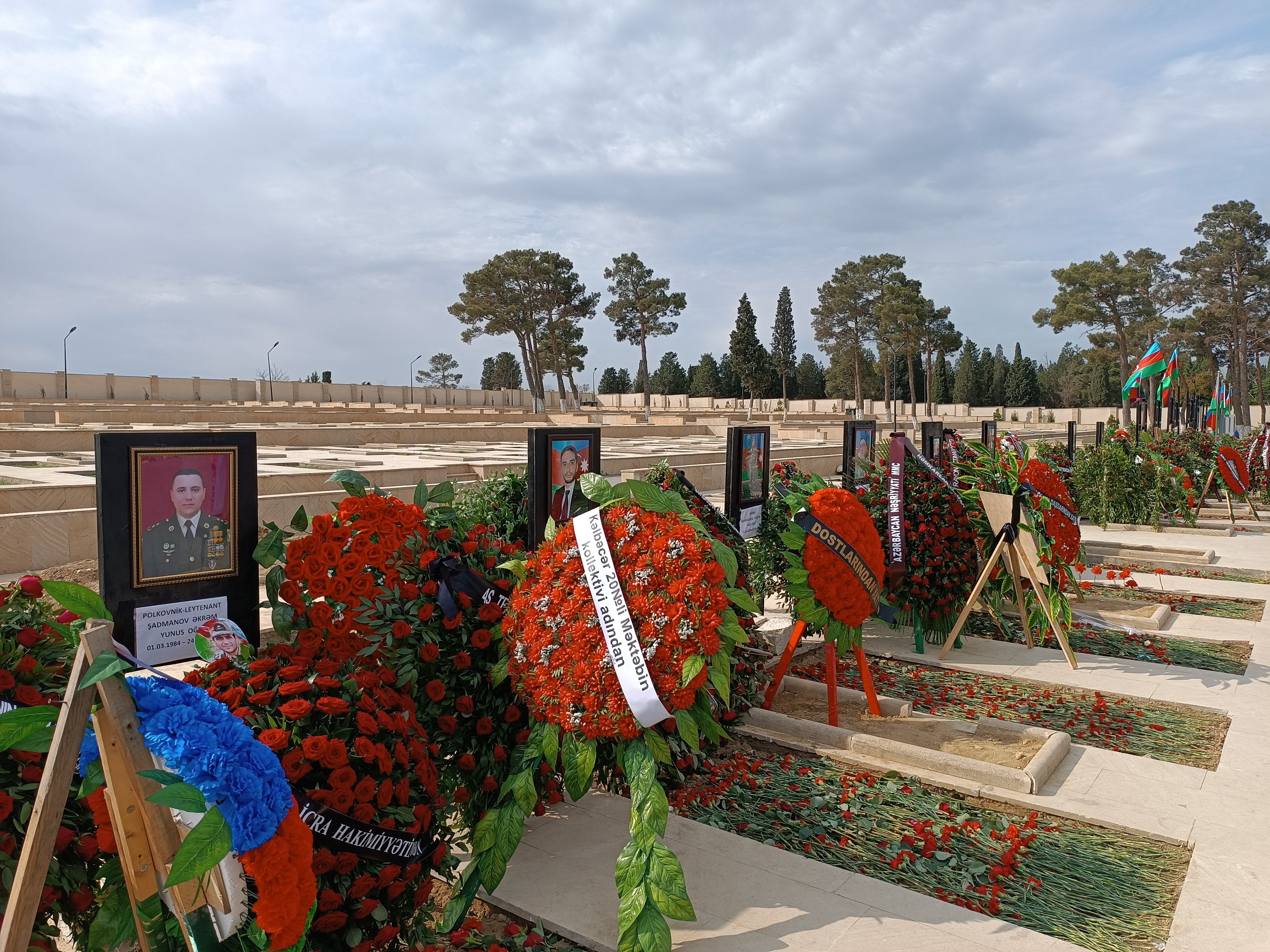
Tombes de soldats àzeris morts durant l'ofensiva.

Les autoritats armènies van informar que més de 50 000 refugiats de l'Alt Karabakh, un terç de la població de la regió, havien partit cap a Armènia. L'Azerbaidjan va dir que 192 dels seus militars van morir i 511 van resultar ferits durant l'ofensiva. L'exministre d'Estat de l'Artsakh, Ruben Vardanyan, va ser arrestat pel Servei Estatal de Fronteres de l'Azerbaidjan al corredor de Latxín mentre intentava creuar a Armènia. Posteriorment, les autoritats àzeris el van acusar de finançar el terrorisme, crear formacions armades il·legals i travessar il·legalment una frontera estatal, i va ser detingut a Bakú. El portaveu del Departament d'Estat dels Estats Units, Matthew Miller, va anunciar que el govern de l'Azerbaidjan havia assegurat que donaria la benvinguda a una missió de monitoratge internacional a la regió i que els Estats Units i els seus aliats discutirien la composició i el mandat d'aquesta missió en els pròxims dies.

### 28 de setembre
Armènia va informar que més de 65.000 refugiats havien fugit de l'Alt Karabakh, més de la meitat de la seva població. El president de l'Artsakh, Samvel Shahramanyan, va signar un decret establint que totes les institucions estatals serien dissoltes abans de l'1 de gener de 2024, de manera que es posaria fi a l'existència de la república separatista. No obstant això, el líder de l'autoproclamada república va anul·lar el 22 de desembre de 2023 la dissolució de la regió per considerar que no existien documents legítims que preveiessin aquesta mesura.

## Anàlisi
Diversos analistes polítics i residents de l'Artsakh consideren que l'objectiu subjacent de l'ofensiva de l'Azerbaidjan és una neteja ètnica.
Thomas de Waal, membre principal del Fons Carnegie per a la Pau Internacional a Europa, va assenyalar que l'Azerbaidjan possiblement es va sentir encoratjat a iniciar la seva ofensiva durant una crisi en les relacions entre Rússia i Armènia, i la pèrdua dels "millors comandants" de les forces de pau russes per la invasió russa d'Ucraïna. També va dir que Rússia podria utilitzar tal crisi per a instigar un canvi de règim a Armènia, per tal de passar de ser una democràcia que coqueteja amb Occident a una autocràcia més pròxima a l'esfera d'influència de Moscou.

## Riscos de neteja ètnica o genocidi
Organitzacions de drets humans i experts en prevenció del genocidi van emetre alertes afirmant que la població indígena armènia estava en risc de sofrir un genocidi.
Altres van dir que l'Azerbaidjan ja estava duent a terme una neteja ètnica o un genocidi. L'Institut Lemkin per a la Prevenció del Genocidi afirmava: "No hi ha cap dubte en les ments dels experts en prevenció del genocidi, a l'Institut Lemkin, però també en Genocide Watch, l'Associació Internacional d'Acadèmics sobre Genocidi i entre experts legals com l'ex fiscal cap de la CPI, Luis Moreno Ocampo, que allò que els armenis enfronten des de l'Azerbaidjan és un genocidi". Experts en prevenció del genocidi van declarar que l'actual bloqueig de l'Artsakh per part de l'Azerbaidjan i el sabotatge de la infraestructura pública constituïen un genocidi segons la Convenció sobre el genocidi: "Infligir deliberadament al grup condicions de vida calculades per a provocar la seva destrucció física" i que hi havia diversos indicadors que l'Azerbaidjan posseeïa una intenció genocida: les declaracions públiques del president Alíev, les pràctiques obertament armenòfobes del seu règim i l'incompliment de les ordres de posar fi al bloqueig de la Cort Internacional de Justícia.
Christian Solidarity International va emfatitzar que "els Estats Units ha rebut àmplia notificació de la deportació forçada que ara s'està desenvolupant a l'Alt Karabakh, començant amb les Alertes d'Emergència de Genocide Watch el 2020, 2021, 2022 i un Advertiment de Genocidi emès per la Coalició Salvar Karabakh al desembre de 2022". Aquests advertiments van ser seguits per dos Alertes d'Emergència de Genocidi emeses per Genocide Watch el 2023, i una declaració de genocidi per part del primer Fiscal Cap de la Cort Penal Internacional, Luis Moreno Ocampo. Tomás de Waal, un expert en el conflicte de l'Alt Karabakh, va comentar sobre l'actual bloqueig de nou mesos de la regió per part de l'Azerbaidjan: "Els armenis temen que això sigui el preludi d'un intent de l'Azerbaidjan d'expulsar-los a tots de la seva pàtria".

## Reaccions

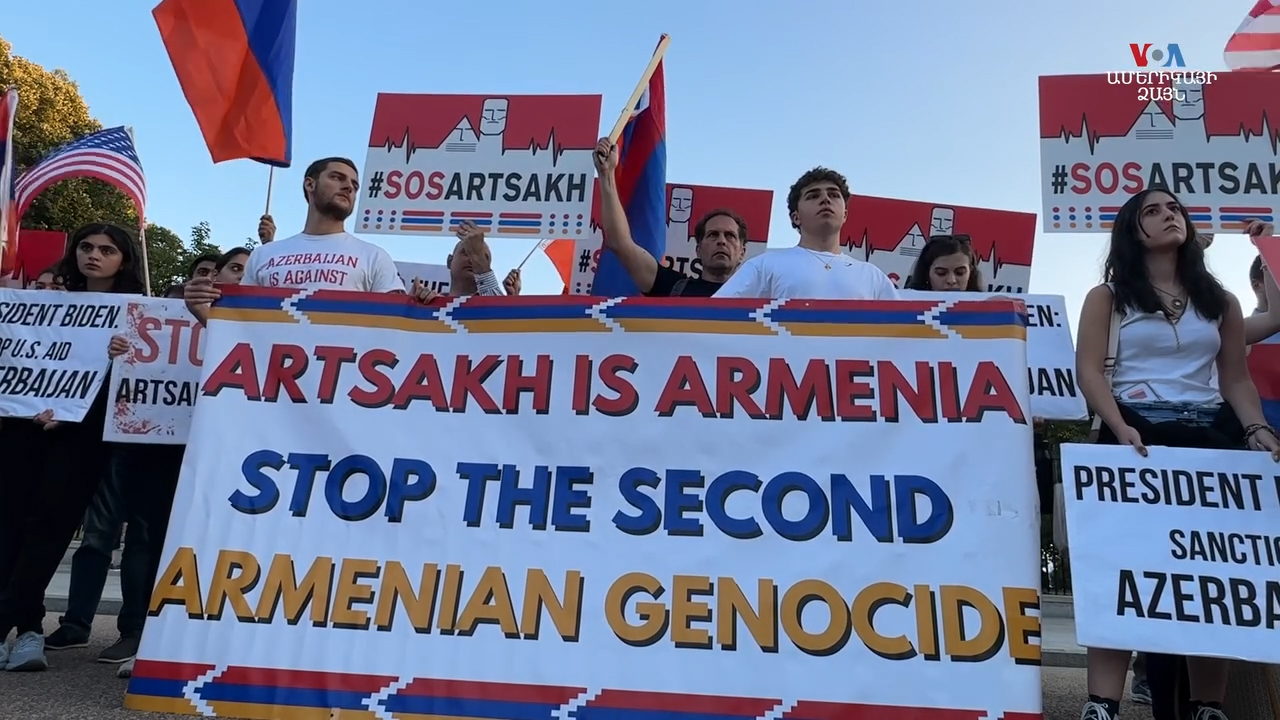
Armenis protesten enfront de la Casa Blanca.

Armènia: El primer ministre armeni, Nikol Paixinian, va declarar que les Forces Armades armènies no estaven involucrades en els combats i que les seves forces no estaven estacionades a l'Alt Karabakh. També va reiterar que la situació a la frontera entre Armènia i l'Azerbaidjan era estable i va dir que l'Azerbaidjan estava tractant de netejar ètnicament la regió. Paixinián també va dir que la motivació de l'Azerbaidjan per a l'atac era arrossegar Armènia a una confrontació militar. El Ministeri de Defensa d'Armènia va acusar els funcionaris àzeris de difondre informació falsa, dient que hi havia equip o personal militar armeni present a l'Alt Karabakh.  El Ministeri de Relacions Exteriors d'Armènia va acusar l'Azerbaidjan de deslligar una "agressió a gran escala" contra l'Artsakh i intentar una "neteja ètnica" a la regió. Armènia va demanar al Consell de Seguretat de les Nacions Unides i a Rússia que prenguessin mesures per a posar fi a l'operació militar, mentre que Paixinian va convocar una reunió d'emergència del Consell de Seguretat Nacional del país.
 Rússia: La portaveu del Ministeri de Relacions Exteriors de Rússia, Maria Zakhàrova, va dir en un comunicat que Rússia estava "profundament alarmada per la forta escalada".  El president del Consell de Seguretat de Rússia, Dmitri Medvédev, va dir que Rússia no defensaria Armènia de l'ofensiva de l'Azerbaidjan, al mateix temps que va criticar fortament al primer ministre armeni Paixinian. Això es produeix a pesar que Rússia i Armènia són membres del pacte de defensa mútua de l'Organització del Tractat de Seguretat Col·lectiva i Rússia estaciona diversos milers de soldats a Armènia i l'Alt Karabakh com a forces de pau.
 Turquia: Hakan Fidan, el Ministre d'Afers exteriors, va oferir suport diplomàtic a l'Azerbaidjan, afirmant que la seva operació militar estava "justificada" i que "l'Azerbaidjan ha pres les mesures que considera necessàries en el seu propi territori sobirà". Dirigint-se a l'Assemblea General de les Nacions Unides, el president turc Recep Tayyip Erdoğan va declarar: "Com tots reconeixen ara, Karabakh és territori àzeri. La imposició d'un altre estatus a la regió mai no serà acceptada", i que "Turquia dona suport als passos presos per l'Azerbaidjan, amb qui actuem juntament amb el lema d'una nació, dos estats, per a defensar la seva integritat territorial".

### Altres països

Azerbaidjan
Artsakh y Armènia
Països que han condemnat l'Azerbaidjan
Països que han mantingut una postura neutral o han demanat la pau
Països que donen suport a l'Azerbaidjan
Postura no declarada

Alemanya: La ministra de Relacions Exteriors, Annalena Baerbock, va acusar l'Azerbaidjan de trencar les promeses de no recórrer a l'acció militar a l'Alt Karabakh i li va demanar que es detingués i tornés a les negociacions.
 Argentina: El president Alberto Fernández va condemnar les accions de l'Azerbaidjan pel bloqueig del corredor de Latxín i va instar a la comunitat internacional a "actuar preventivament" per a evitar "noves persecucions".
 Brasil: El Ministeri de Relacions Exteriors del Brasil va declarar que el Brasil estava seguint l'operació militar amb "gran preocupació" i va demanar un diàleg pacífic entre les dues parts amb la mediació de la Unió Europea, els Estats Units i Rússia. L'ambaixador davant les Nacions Unides, Sérgio França Danese, va condemnar l'operació militar, subratllant que "posaria en risc la fràgil estabilitat reeixida després de l'alto el foc de 2020".
 Canadà: Mélanie Joly, Ministra d'Afers exteriors, va expressar la seva greu preocupació per la intervenció militar de l'Azerbaidjan i va demanar el cessament immediat de les hostilitats, a més d'instar al govern àzeri que s'abstingués de qualsevol acció i activitat que suposés un risc per a la seguretat i el benestar de la població civil de l'Alt Karabakh, qualificant l'acció militar com a "injustificable" i el bloqueig del corredor de Latxín com a "il·legal". El membre del Parlament Garnett Genuis va dir que l'Azerbaidjan "està llançant una guerra agressiva d'elecció, anomenant-la una 'operació militar' i prenent una pàgina del llibre de jugades de Rússia en el procés".
 Equador: El representant davant les Nacions Unides, Andrés Efrén Montavlo Fada, va condemnar enèrgicament l'operació militar, afirmant que "no hi havia excusa per a l'ús de la força militar, en violació del dret internacional i el dret internacional humanitari". Va demanar a les parts que reprenguessin el diàleg i les negociacions i va subratllar que qualsevol acord aconseguit havia de tenir les "garanties necessàries per a protegir a les poblacions que viuen en aquesta regió, en ple respecte dels drets humans".
 Emirats Àrabs Units: El ministre d'Estat, Ahmed Bin Ali Al Sayegh, va donar la benvinguda a l'alto el foc mediat per Rússia i va subratllar que totes les parts involucrades "han de comprometre's a protegir els civils i garantir la seva seguretat". També va expressar el seu reconeixement pel paper exercit pel personal rus de manteniment de la pau en la provisió de refugi segur per a civils en el transcurs de l'operació militar i va expressar la seva pesar pels civils i el personal de manteniment de la pau morts.
 Estats Units: El secretari d'Estat Antony Blinken es va reunir amb diplomàtics turcs sobre la crisi. Mentrestant, el Comitè de Relacions Exteriors del Senat va demanar als Estats Units i a la comunitat internacional que actuessin per a detenir l'Azerbaidjan, mentre que el Representant Brad Sherman (D-CA32) va declarar que la represa dels combats deixava en clar que "l'Azerbaidjan no pot rebre ajuda militar dels Estats Units fins que acabi la crisi que ha creat.
 França: El Ministeri d'Afers exteriors francès va condemnar enèrgicament l'operació militar i va demanar a l'Azerbaidjan "que cessi immediatament el seu assalt i torni al respecte del dret internacional" i va sol·licitar una reunió d'emergència del Consell de Seguretat de les Nacions Unides. Va afirmar que França havia estat "treballant estretament amb els seus socis europeus i estatunidencs" per a respondre eficaçment a l'atac, que va descriure com a "inacceptable".
 Iran: L'Iran va oferir mediar en el conflicte entre l'Azerbaidjan i Armènia un dia abans que comencés l'operació militar. El portaveu del Ministeri de Relacions Exteriors iranià, Nasser Kanaani, va instar a totes dues parts a adherir-se a l'acord d'alto el foc de 2020.
 Irlanda: El Ministeri d'Afers exteriors irlandès va condemnar l'operació militar de l'Azerbaidjan i va demanar que es respectés l'alto el foc a l'Alt Karabakh i que es mantingués un diàleg genuí i exhaustiu immediat.
 Japó: El ministre de Relacions Exteriors, Yōko Kamikawa, va expressar la seva greu preocupació per l'empitjorament de la situació a l'Alt Karabakh, demanant el cessament immediat de les hostilitats i demanant a l'Azerbaidjan que cessés les activitats militars.
 Kazakhstan: L'ambaixador del Kazakhstan a l'Azerbaidjan va dir que el país acollia amb beneplàcit "la iniciativa de la part azerbaidjanesa de celebrar una reunió amb representants de la població armènia del Karabakh. Expressem l'esperança que es resolgui ràpidament la situació actual mitjançant el diàleg pacífic dins de les fronteres internacionalment reconegudes de la República de l'Azerbaidjan. Confiem que l'establiment d'una atmosfera de pau i cooperació mútuament beneficiosa en el sud del Caucas, el desbloqueig de totes les comunicacions correspon als interessos de tots els països de la regió".
 Pakistan: La portaveu del Ministeri de Relacions Exteriors del Pakistan, Mumtaz Zahra Baloch, va reafirmar el suport "indestructible" a la sobirania i integritat territorial de l'Azerbaidjan, i va agregar que el Karabakh és un territori sobirà de l'Azerbaidjan que s'alinea amb les resolucions i lleis internacionals. També va expressar les seves condolences per les vides perdudes en explosions de mines i l'esperança d'una pau duradora al Karabakh. El Ministre de Relacions Exteriors Jalil Abbas Jilani es va reunir amb el seu homòleg àzeri, Jeyhun Bayramov, i va reiterar el suport del país a la integritat territorial de l'Azerbaidjan.
 Polònia: El Ministeri d'Afers exteriors va expressar la seva profunda preocupació per l'escalada del conflicte al Karabakh i va demanar a l'Azerbaidjan que cessés les hostilitats i que les dues parts reprenguessin el diàleg entre la Unió Europea i els Estats Units.
 Regne Unit: En una declaració a l'Organització per a la Seguretat i la Cooperació a Europa (OSCE), el Regne Unit va dir que l'ofensiva militar de l'Azerbaidjan era "inacceptable" i va instar l'Azerbaidjan a reprendre el diàleg, acollint amb satisfacció l'anunci d'un alto el foc.
 Santa Seu: El Papa Francesc va instar ambdues parts a cessar les hostilitats i buscar una solució pacífica a la crisi.
 Suïssa: La representant permanent davant les Nacions Unides, Pascale Baeriswyl, va dir que l'operació militar suposava "una càrrega addicional per a la població civil que ja sofria a la regió de l'Alt Karabakh". Després del cessament del foc, va demanar un cessament durador de les hostilitats sobre el terreny. Va instar a totes dues parts a adherir-se a l'acord d'alto el foc de 2020 i a les decisions de la Cort Internacional de Justícia.
 Uzbekistan: El primer vicepresident del Senat d'Uzbekistan, Sodiq Safoyev, va expressar el seu suport a l'Azerbaidjan i la seva operació militar i va elogiar a l'Azerbaidjan per "restaurar la integritat territorial i la justícia a l'Alt Karabakh".
 Xina: El Representant Permanent Adjunt davant les Nacions Unides, Geng Shuang, va dir durant una reunió d'emergència del Consell de Seguretat de les Nacions Unides sobre l'Alt Karabakh que la Xina estava "monitorant acuradament la situació", va agregar que esperava que l'alto el foc mediat per Rússia fos mantingut per ambdues parts i resultés la fi del conflicte. També va expressar el seu pesar pels cinc cascos blaus russos que van morir durant l'operació militar.
 Xipre: El Ministeri de Relacions Exteriors va declarar que el país "condemna categòricament l'agressió militar a gran escala en curs per part de l'Azerbaidjan contra l'Alt Karabakh, poblat per armenis" i va demanar a l'Azerbaidjan que reduís l'escalada immediatament.

### Organitzacions internacionals
Europa: El president del Consell Europeu de la Unió Europea, Charles Michel, va condemnar l'hostilitat de l'Azerbaidjan i va instar el país a detenir immediatament les seves activitats militars i reprendre el diàleg, a través d'una publicació en les xarxes socials.
 Nacions Unides: La portaveu de l'ONU, Stephane Dujarric, va dir a Al Jazeera que la situació a l'Alt Karabakh era "molt preocupant". Va instar ambdues parts a detenir les hostilitats i tornar al "diàleg sostingut".